# Victor Hochepied
Victor Fernand Hochepied, né le 29 octobre 1883 à Lille et mort le 26 mars 1966 à Lille, est un nageur français. Son frère Maurice pratique la natation et le water-polo.

## Carrière
Membre des Tritons lillois, Victor Hochepied participe aux épreuves de natation aux Jeux olympiques d'été de 1900 à Paris en 200 m nage libre et en 200 m avec obstacles, où il ne parvient pas à sortir des séries, et en 200 m par équipes, où il obtient une médaille d'argent.
En tant que régional de l'étape, il accroche également à son palmarès deux victoires dans l'épreuve d'endurance de la Traversée de Lille à la nage en 1910 ainsi qu'en 1912.